# Werbach
Werbach è un comune tedesco di 3 268 abitanti, situato nel land del Baden-Württemberg.